# Camponotus lighti
Camponotus lighti é uma espécie de inseto do gênero Camponotus, pertencente à família Formicidae.